# Amphoe Non Sang
Amphoe Non Sang (thailändisch อำเภอ โนนสัง, Aussprache: ʔāmpʰɤ̄ː nōːn sǎŋ) ist ein Landkreis (Amphoe – Verwaltungs-Distrikt) im Süden der  Provinz Nong Bua Lamphu. Die Provinz Nong Bua Lamphu liegt im westlichen Teil der Nordostregion von Thailand, dem so genannten Isan.

## Geographie
Benachbarte Landkreise und Gebiete sind (von Westen im Uhrzeigersinn): die Amphoe Si Bun Rueang und Mueang Nong Bua Lamphu in der Provinz Nong Bua Lamphu, Amphoe Nong Wua So der Provinz Udon Thani, sowie die Amphoe Khao Suan Kwang, Ubolratana, Phu Wiang und Nong Na Kham der Provinz Khon Kaen.
Am südlichen Rand des Bezirks befindet sich das Ufer des Ubol-Ratana-Stausees.

## Geschichte
Das Gebiet des heutigen Landkreises Non Sang war ursprünglich ein Tambon des Amphoe Mueang Nong Bua Lamphu. Am 1. Januar 1948 wurde er zu einem „Zweigkreis“ (King Amphoe) gemacht, welcher am 9. Juni 1956 zu einem Amphoe heraufgestuft wurde.

## Verwaltung

### Provinzverwaltung
Der Landkreis Non Sang ist in zehn Tambon („Unterbezirke“ oder „Gemeinden“) eingeteilt, die sich weiter in 106 Muban („Dörfer“) unterteilen.
| Nr.  | Name             | Thai    | Muban | Einw. |
| ---- | ---------------- | ------- | ----- | ----- |
| 01.  | Non Sang         | โนนสัง   | 15    | 8.538 |
| 02.  | Ban Thin         | บ้านถิ่น   | 10    | 6.367 |
| 03.  | Nong Ruea        | หนองเรือ | 14    | 9.576 |
| 04.  | Kut Du           | กุดดู่     | 14    | 9.889 |
| 05.  | Ban Kho          | บ้านค้อ   | 10    | 5.156 |
| 06.  | Non Mueang       | โนนเมือง | 07    | 5.442 |
| 07.  | Khok Yai         | โคกใหญ่  | 07    | 3.700 |
| 08.  | Khok Muang       | โคกม่วง  | 09    | 6.517 |
| 09.  | Nikhom Phatthana | นิคมพัฒนา | 10    | 4.320 |
| 010. | Pang Ku          | ปางกู่    | 10    | 5.318 |

### Lokalverwaltung
Es gibt vier Kommunen mit „Kleinstadt“-Status (Thesaban Tambon) im Landkreis:
- Nong Ruea (Thai: เทศบาลตำบลหนองเรือ) besteht aus dem gesamten Tambon Nong Ruea.
- Ban Kho (Thai: เทศบาลตำบลบ้านค้อ) besteht aus dem gesamten Tambon Ban Kho.
- Kut Du (Thai: เทศบาลตำบลกุดดู่) besteht aus Teilen des Tambon Kut Du.
- Non Sang (Thai: เทศบาลตำบลโนนสัง) besteht aus dem gesamten Tambon Non Sang.

Außerdem gibt es sieben „Tambon-Verwaltungsorganisationen“ (องค์การบริหารส่วนตำบล – Tambon Administrative Organizations, TAO):
- Ban Thin (Thai: องค์การบริหารส่วนตำบลบ้านถิ่น)
- Kut Du (Thai: องค์การบริหารส่วนตำบลกุดดู่)
- Non Mueang (Thai: องค์การบริหารส่วนตำบลโนนเมือง)
- Khok Yai (Thai: องค์การบริหารส่วนตำบลโคกใหญ่)
- Khok Muang (Thai: องค์การบริหารส่วนตำบลโคกม่วง)
- Nikhom Phatthana (Thai: องค์การบริหารส่วนตำบลนิคมพัฒนา)
- Pang Ku (Thai: องค์การบริหารส่วนตำบลปางกู่)